# Susan Silo
Susan Silo (Nueva York, 27 de julio de 1942) es una actriz de voz estadounidense.

## Participaciones con voz

### Series de TV
- ¡Jakers!, las aventuras de Piggley Winks - Señorita Nanny.
- Ay Quiero Del Mundo - Becky Shankar.
- Attack of the Killer Tomatoes: The Animated Series - Fang.
- Capitán Planeta - Voces adicionales.
- Duelo Xiaolin - Wuya.
- La vida y obra de Juniper Lee - Auntie Roon, Voces adicionales.
- Los Motorratones de Marte - Dr. Karbunkle, Voces adicionales.
- Pac-Man - Sue.
- Pryde of the X-Men -
- W.I.T.C.H. - Miranda Beast (Primera temporada).
- Zatch Bell! - Zofis.
- Batman - 1966 - episodios 11 y 12 - Mousey

### Películas
- The Ant Bully
- Lilo & Stitch - Voces adicionales
- Los Supersónicos: La Película - Voces adicionales.